# Джерси (трикотаж)

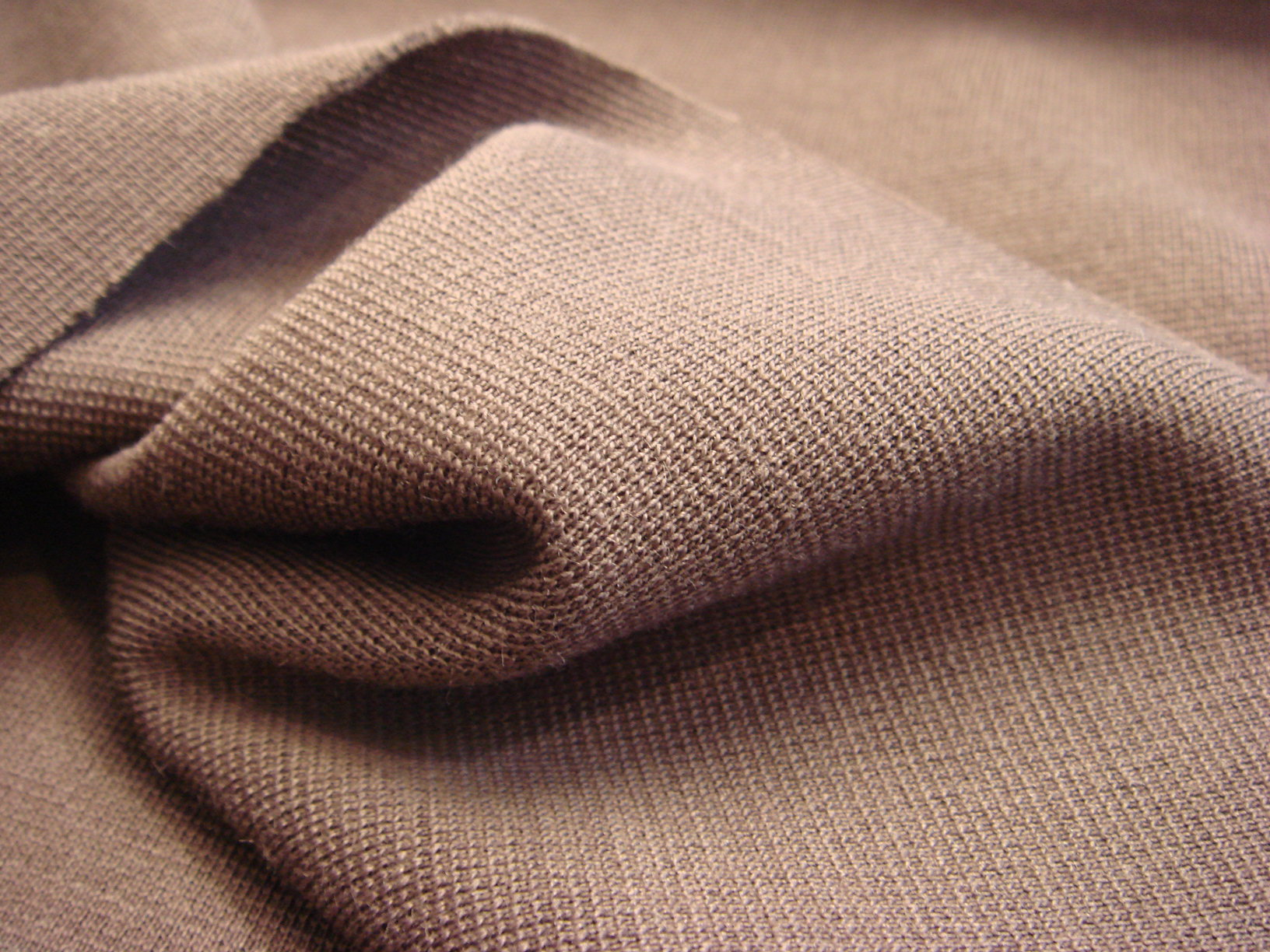
Джерси

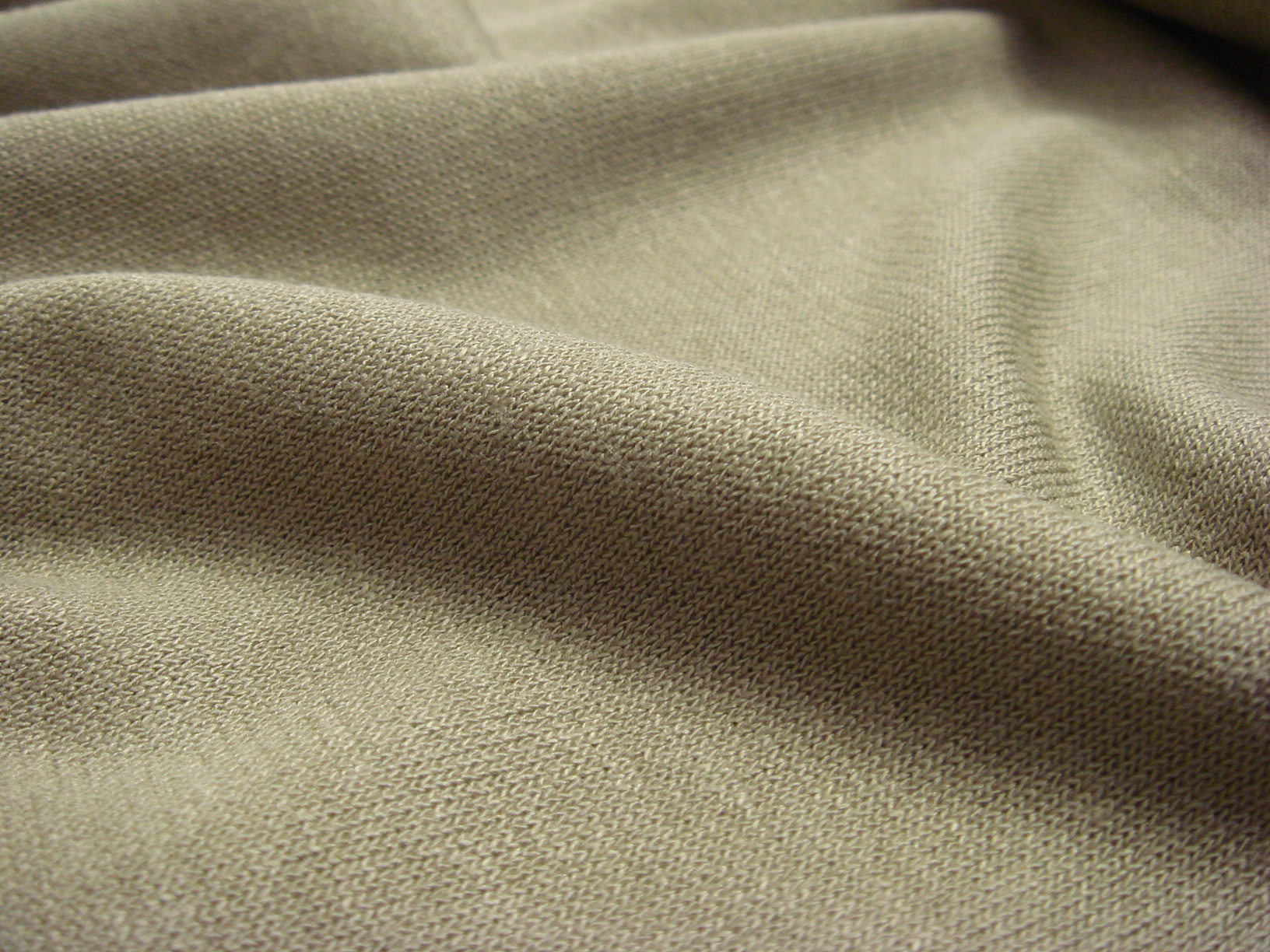
Джерси «интерлок»

Дже́рси́, англ. jersey, от названия острова Джерси, — основовязаное (из многих нитей) трикотажное полотно из шерстяного, хлопчатобумажного, шёлкового или синтетического волокна. Обладает эластичностью и способностью растягиваться. По весу может варьироваться от лёгкого шёлкового полотна для нижнего белья до тяжёлого шерстяного джерси, из которого шьют пиджаки и пальто.
Ой, Вань, гляди, какие карлики!

В джерси одеты — не в шевьот!

На нашей пятой швейной фабрике

Такое вряд ли кто пошьёт.
Первоначально делалось из шерсти. Ещё со средних веков остров Джерси, Нормандские острова, где материал был выпущен впервые, был крупным экспортером трикотажных изделий, поэтому трикотажное полотно из шерсти с острова Джерси получило широкую известность. В 1916 году Габриэль Коко Шанель начала широко использовать джерси в своих модных коллекциях, тогда как до того этот материал ассоциировался исключительно с нижним бельём.

Этот дизайнер сделала джерси тем, чем мы знаем его сегодня — и мы надеемся, что она этому рада. — писал Vogue в 1917 году.
Рекомендации по уходу для джерси зависят от того, какие волокна в нём использованы — полностью натуральные или частично синтетические. Как правило, изделия из джерси можно стирать в тёплой воде с изделиями таких же цветов и сушить в барабане на среднем режиме.